# Tectaria christovalensis
Tectaria christovalensis är en ormbunkeart som först beskrevs av Carl Frederik Albert Christensen, och fick sitt nu gällande namn av Arthur Hugh Garfit Alston. Tectaria christovalensis ingår i släktet Tectaria och familjen Tectariaceae. Inga underarter finns listade.